# هاینریش فرانتس برنت
هاینریش فرانتس برنت (انگلیسی: Heinrich Franz Brandt; ۱۳ ژانویهٔ ۱۷۸۹ – ۹ مهٔ ۱۸۴۵) اهل سوئیس بود.
وی همچنین برندهٔ جوایزی همچون جایزه بزرگ رم شده‌است.